# The Café Terrace and Its Goddesses
The Café Terrace and Its Goddesses (女神のカフェテラス?, Megami no Kafe Terasu, lett. "Cafe Terrace della dea") è un manga scritto e disegnato da Kōji Seo e serializzato a partire dal 17 febbraio 2021 sulla rivista Weekly Shōnen Magazine di Kodansha. Un adattamento anime è stato annunciato l'8 settembre 2022 tramite il profilo Twitter dell'autore ed è stato trasmesso dal 7 aprile al 23 giugno 2023. Una seconda stagione è andata in onda dal 4 luglio al 19 settembre 2024.
La storia è una commedia romantica che ritrae la vita condivisa tra il protagonista e cinque ragazze in una caffetteria, ereditata dalla nonna.

## Trama
La serie è ambientata nella città giapponese di Miura (Kanagawa).
Hayato Kasukabe è un orfano che ha sempre vissuto con la nonna, ma si è trasferito a Tokyo per frequentare il liceo. Dopo aver superato gli esami per entrare nella prestigiosa Università imperiale di Tokyo, è costretto a fare ritorno a Miura a causa della morte della nonna. La sua intenzione è quella di chiudere e far demolire il "Café Terrace Familia" di proprietà della nonna per racimolare qualche fondo, ma una volta tornato a casa scopre che questa è occupata da cinque ragazze che hanno lavorato al bar con la nonna durante la sua assenza.
Inizialmente si scontra con loro, con lo scopo di sfrattarle, ma dopo aver compreso del forte legame che hanno coltivato durante gli ultimi anni con la nonna decide di riaprire il bar e portare avanti l'attività di famiglia con loro anziché iniziare l'università.
Prima di scappare a Tokyo, Hayato e la nonna si erano lasciati in malomodo, e nutre del rimorso per non essere riuscito a far pace con lei un'ultima volta. Scopre tuttavia che durante tutto il tempo la nonna ha sempre parlato bene di lui con le ragazze, che conoscono cosa a lui piace, quanto sia testardo ma allo stesso tempo onesto e premuroso.
Le ragazze iniziano lentamente a sviluppare interesse romantico nei confronti di Hayato ma lui tuttavia decide temporaneamente di ignorare i loro flirt per il bene dell'attività, causando un'amichevole competizione tra le ragazze.

## Personaggi

### Café Terrace Familia

A sinistra Ami, Akane, Riho, mentre a destra Shiragiku e Oka

Hayato Kasukabe (粕壁 隼?, Kasukabe Hayato)
Doppiato da: Masaaki Mizunaka
Protagonista della storia, è uno studente che ha superato l'esame di ammissione all'Università di Tokyo. Intelligente e orgoglioso, parla sempre con tono sarcastico. Non ha molta forza fisica ed è un gran fumatore. Perde i genitori in un incidente stradale quando aveva 3 anni, e viene cresciuto dalla nonna, già vedova. Prima di finire le scuole medie, ha litigato con la nonna e decide di trasferirsi a Tokyo. Tre anni dopo, alla notizia della morte della nonna, torna temporaneamente nella sua città natale, allo scopo di demolire il bar e la casa per trasformarli in un parcheggio a pagamento in modo da guadagnarci. Tuttavia, quando viene a conoscenza dei sentimenti di sua nonna e del legame che ha con le ragazze, cambia idea e decide di prendersi un anno di assenza dagli studi. Riapre così il "Cafe Familia" convivendo con le cameriere.
Sachiko Kasukabe (粕壁 幸子?, Kasukabe Sachiko)
Doppiato da: Kazue Ikura
La defunta nonna di Hayato, appare all'interno della storia solo in flashback. Il suo cognome da nubile era Matsushima (松島?). Dopo la morte del figlio e sua moglie, ha accudito suo nipote Hayato, ma si sono lasciati dopo una lite tre anni prima dell'inizio della storia. Ha gestito da sola il "Café Terrace Familia" per mantenere Hayato, non senza difficoltà economiche. Dopo la fuga di Hayato a Tokyo, ha assunto le cinque ragazze per farsi aiutare, passando dei bei momenti con loro. Dopo la sua morte, Hayato viene a saperlo solo dopo il suo funerale. Da giovane fu assunta come cameriera del "Cafe Familia" di proprietà del nonno di Hayato, e con lei vengono assunte altre cameriere che si scopre fossero le rispettive nonne delle altre ragazze. Durante la sua carriera conosce anche il padre di Shiragiku, Keno. All'età di 43 anni si trasferisce in Occidente dove lavora come capo chef per 15 anni diventando uno chef a tre stelle in Spagna. Aveva in programma di aprire un nuovo ristorante in Spagna nel 2005, ma dopo la morte del figlio e sua moglie in un incidente d'auto, è tornata in Giappone per prendersi cura del nipote.
Oka Makuzawa (幕澤 桜花?, Makuzawa Ōka)
Doppiato da: Akari Kitō (video promozionali), Ruriko Aoki (anime)
Studentessa di scuola professionale, caratterizzata da lunghi capelli rossi. Ha un comportamento isterico, molto moralista. Non é brava in cucina, ma sa fare il pilaf esattamente come gli ha insegnato la nonna di Hayato, sapendo che è uno dei suoi cibi preferiti. A scuola sta studiando moda ed è lei a realizzare gli abiti del "Cafe Familia".
Ami Tsuruga (鶴河 秋水?, Tsuruga Ami)
Doppiata da: Akari Kitō (video promozionali), Sayumi Suzushiro (anime)
Studentessa del 3º anno delle superiori e la più giovane tra i membri. Ha i capelli neri raccolti in una coda di cavallo. Una personalità molto allegra e stravagante, ed ha l'abitudine di dare soprannomi, infatti chiama "Hayacchi" (はやっち?) il protagonista. Appartiene al club di karate, in cui è molto brava. Adora la serie Street Fighter e si diletta in più occasioni ad imitare le movenze dei personaggi della serie.
Riho Tsukishima (月島 流星?, Tsukishima Riho)
Doppiata da: Akari Kitō (video promozionali), Aya Yamane (anime)
Studentessa universitaria del 2º anno e la più anziana. Ha i capelli castani, raccolti in due codini laterali. Ha una personalità calcolatrice, ma tra le cinque è quella con più buon senso, preoccupandosi del negozio anche più di Hayato. Le piacciono le bevande alcoliche. Inizialmente prepara trappole e tranelli per far desistere Hayato, ma dopo aver apprezzato la sua gentilezza, si invaghisce di lui. Da piccola era un'attrice bambina famosa, ma crescendo la sua popolarità è andata svanendo.
Shiragiku Ono (小野 白菊?, Ono Shiragiku)
Doppiata da: Akari Kitō (video promozionali), Azumi Waki (anime)
Studentessa universitaria del 2º anno, frequenta la stessa università di Riho. Caratterizzata da dei capelli mori tenuti a caschetto. Normalmente tiene un atteggiamento riservato e maturo, ma non regge l'alcol e se ubriaca si trasforma in una ninfomane con un feticismo dell'olfatto. La sua specialità è il cibo giapponese ed è la più brava del gruppo a cucinare. Tra le ragazze è l'unica a conoscere già Hayato.
Akane Hououji (鳳凰寺 紅葉?, Hōōji Akane)
Doppiata da: Akari Kitō (video promozionali), Asami Seto (anime)
È una freeter, che ha da poco finito le superiori. Porta i capelli corti e biondi, con un ciuffo che le nasconde l'occhio sinistro. Ha un gruppo musicale con altre due ragazze, dove è cantante e chitarrista. Ha una personalità elusiva e distaccata, ma è stata una delle prime ad avvicinarsi ad Hayato per cercare di mediare, ed è la prima a nutrire e manifestare apertamente interessi romantici nei suoi confronti. Ha paura dei fantasmi ed è molto impaurita quando si trova al buio da sola.
Masahiro Kasukabe (粕壁 大洋?, Kasukabe Masahiro)
Il defunto nonno di Hayato. Precedente proprietario e manager del "Café Terrace Familia".

### Altri
Fuwa (不破?)
Vecchio e ricco uomo d'affari. Nella storia sono ricorrenti i suoi tentativi di ostacolare e far chiudere il "Cafe Familia". Ha le mani nel mondo della politica, dello spettacolo, e perfino con la polizia, ma è conosciuto e odiato da tutti i cittadini per il suo modo egoista e malvagio di esercitare il potere. Importuna la famiglia Kasukabe fin da quando Hayato era un bambino, ma sembra avere legami con questa da molto prima.

## Media

### Manga
Il manga, scritto e disegnato da Kōji Seo, viene serializzato dal 17 febbraio 2021 sulla rivista Weekly Shōnen Magazine edita da Kodansha. I capitoli vengono raccolti in volumi tankōbon dal 17 maggio 2021; al 16 luglio 2025 i volumi totali ammontano a 20.

#### Volumi
| 1  | 17 maggio 2021 | ISBN 978-4-06-523407-5                                                      |
| 1  | Capitoli - 1. (ファミリア?, Famiria) - 2. (おばあちゃんとの約束?, O bāchanto no yakusoku) - 3. (プレオープン?, Pureōpun) - 4. (挨拶回り?, Aisatsu mawari) - 5. (犬猿の仲?, Ken'en no naka) - 6. (開店前夜?, Kaiten zen'ya) - 7. (開店！?, Ōpun!) |                                                                             |
| 2  | 16 luglio 2021 | ISBN 978-4-06-524008-3                                                      |
| 2  | Capitoli - 8. (絶対に守りたい?, Zettai ni mamoritai) - 9. (新メニュー?, Shin menyū) - 10. (桜まつり!?, Sakuramatsuri!) - 11. (零式!?, Reishiki!) - 12. (定休日?, Teikyūbi) - 13. (変わらない日常?, Kawaranai nichijō) - 14. (2か月!?, Ni kagetsu!) - 15. (サンドイッチ戦争!?, Sandoitchi sensō!) - 16. (強くなりたい?, Tsuyokunaritai) - 17. (紅葉の事情?, Akane no jijō) |                                                                             |
| 3  | 17 settembre 2021 | ISBN 978-4-06-524832-4                                                      |
| 3  | Capitoli - 18. (デートと、本音?, Dēto to, hon'ne) - 19. (アタシの１年?, Atashi no ichinen) - 20. (雨、上がる?, Ame, agaru) - 21. (夏の始まり?, Natsu no hajimari) - 22. (海の家!?, Umi no ie!) - 23. (夏本番!?, Natsu honban!) - 24. (女心と夏の空?, On'nagokoro to ka no sora) - 25. (流星と、その過去?, Riho to, sono kako) - 26. (演技と、本音?, Engi to, hon'ne) - 27. (未来と、過去と?, Mirai to, kako to) |                                                                             |
| 4  | 17 dicembre 2021 | ISBN 978-4-06-526289-4                                                      |
| 4  | Capitoli - 28. (海水浴!?, Kaisuiyoku!) - 29. (花火大会?, Hanabi taikai) - 30. (お盆休み！?, Obon yasumi!) - 31. (予期せぬ口撃?, Yokisenu kōgeki) - 32. (桜の花、上の空?, Sakura no hana, uwa no sora) - 33. (桜花と橘花?, Ōka to kikka) - 34. (いざ、ヒーローショーへ！?, Iza, Hīrō Shō e!) - 35. (わからないこと?, Wakaranai koto) - 36. (夏の終わりと乙女心?, Natsu no owari to otome kokoro) - 37. (湯の中、揺らめく?, Yu no naka, yurameku)                                                                               |                                                                             |
| 5  | 16 luglio 2021 | ISBN 978-4-06-527290-9                                                      |
| 5  | Capitoli - 38. (帰り道、二人きり?, Kaerimichi, futarikiri) - 39. (恋の火花?, Koi no hibana) - 40. (新メニュー、再び！?, Shin menyū, futatabi!) - 41. (二つの出会い?, Futatsu no deai) - 42. (憧れと生き甲斐?, Akogare to ikigai) - 43. (ピクニック！?, Pikunikku!) - 44. (ファミリアに黒い影?, Famiria ni kuroi kage) - 45. (風紀委員･桜花?, Jajjimento Ōka) - 46. (もう一人の私?, Mōhitori no watashi) - 47. (涙の理由は?, Namida no wake wa)                                                                                |                                                                             |
| 6  | 17 marzo 2022 | ISBN 978-4-06-528182-6                                                      |
| 6  | Capitoli - 48. (父と店長?, Chichi to tenchō) - 49. (青天の霹靂?, Seiten no hekireki) - 50. (新メニュー、再び！?, Shin menyū, futatabi!) - 51. (本当の実力?, Hontō no jitsuryoku) - 52. (反撃の一手?, Hangeki no itte) - 53. (流星と莉々歌?, Ryūsei to Rei 々 Uta) - 54. (５人の行き先?, 5-ri no ikisaki) - 55. (男女11人共同生活?, Danjo 11-ri kyōdō seikatsu) - 56. (莉々歌の相談?, Rei 々 Uta no sōdan) - 57. (お人好し?, Ohitoyoshi)                                                                                       |                                                                             |
| 7  | 16 settembre 2022 | ISBN 978-4-06-528662-3                                                      |
| 7  | Capitoli - 58. (ペアチケット?, Pea chiketto) - 59. (温泉旅行！?, Onsen ryokō!) - 60. (突然の来客?, Totsuzen no raikyaku) - 61. (夢に頼まれて?, Yume ni tanoma rete) - 62. (怖い夢の終わり?, Kowai yume no owari) - 63. (満月の下で?, Mangetsu no shita de) - 64. (眠らせない夜?, Nemurasenai yoru) - 65. (旅の終わりに?, Tabi no owari ni) - 66. (女10人集まれば?, On'na 10-ri atsumareba) - 67. (プレゼント選び?, Purezento erabi)                                                                                           |                                                                             |
| 8  | 17 novembre 2022 | ISBN 978-4-06-529633-2                                                      |
| 8  | Capitoli - 68. (冗談なんかじゃない?, Jōdan nanka janai) - 69. (問われた二択?, Towa reta ni-taku) - 70. (出演オファー!?, Shutsuen Ofā!) - 71. (再会と報せ?, Saikai to shirase) - 72. (流星の選択?, Ryūsei no sentaku) - 73. (母と娘?, Hahatoko) - 74. (ファミリア1961?, Famiria 1961) - 75. (クリスマスに備えて?, Kurisumasu ni sonaete) - 76. (みんなで楽しく?, Min'na de tanoshiku) - 77. (クリスマスパーティ！?, Kurisumasu Pāti!)                                                                                          |                                                                             |
| 9  | 17 febbraio 2023 | ISBN 978-4-06-530576-8                                                      |
| 9  | Capitoli - 78. (キスの行方は?, Kisu no yukue wa) - 79. (ファミリアキス裁判?, Famiriakisu saiban) - 80. (理想のシチュエーション?, Risō no Shichuēshon) - 81. (キスとスキと考えごと?, Kisu to suki to kangaegoto) - 82. (大掃除！?, Daisōji!) - 83. (大晦日！?, Ōmisoka!) - 84. (初詣！?, Hatsumōde!) - 85. (はじめてのお酒?, Hajimete no o sake) - 86. (ライバル襲来?, Raibaru shūrai) - 87. (一番の達人?, Ichiban no tatsujin)                                                                                                |                                                                             |
| 10 | 17 aprile 2023 | ISBN 978-4-06-531253-7 (ed. regolare) ISBN 978-4-06-531254-4 (ed. limitata) |
| 10 | Capitoli - 88. (最後のピラフ?, Saigo no Pirafu) - 89. (旅立ちの日?, Tabidachi no hi) - 90. (ファミリア新体制?, Famiria shintaisei) - 91. (秋水の違和感?, Ami no iwakan) - 92. (二人きりのファミリアで?, Futarikiri no Famiria de) - 93. (欲張りだから?, Yokubari dakara) - 94. (いつかのバレンタイン?, Itsuka no Barentain) - 95. (千代田食堂の危機！?, Chiyoda shokudō no kiki!) - 96. (零vs.5人の刺客?, Rei vs. 5-Ri no shikaku) - 97. (役作りのために?, Yaku-tsukuri no tame ni)                                           |                                                                             |
| 11 | 14 luglio 2023 | ISBN 978-4-06-532185-0                                                      |
| 11 | Capitoli - 98. (男と女の恋の城?, Otome no koi no shiro) - 99. (想い、桜と共に?, Omoi, sakura to tomoni) - 100. (ただいま！?, Tadaima!) - 101. (久々の女子会！?, Hisabisa no onagokai!) - 102. (1周年！?, 1-shūnen!) - 103. (白菊の実家へ！?, Shiragiku no jikka e!) - 104. (初恋のゆくえ?, Hatsu koinoyukue) - 105. (秋水の入学式！?, Ami no nyūgakushiki!) - 106. (運命のクジ引き?, Unmei no Kuji hiki) - 107. (旅の支度、恋の支度?, Tabi no shitaku, koi no shitaku)                                                        |                                                                             |
| 12 | 17 ottobre 2023 | ISBN 978-4-06-532897-2                                                      |
| 12 | Capitoli - 108. (男女12人 宮古島旅行！?, Danjo 12-ri Miyakojima ryokō!) - 109. (恋も旅行も計画的に?, Koi mo ryokō mo keikaku-teki ni) - 110. (海辺の夜に咲く花に?, Umibe no yorunisakuhana ni) - 111. (真夜中の潜入者?, Mayonaka no sen'nyū-sha) - 112. (ツアーガイド?, Tsuā Gaido) - 113. (私の大本命◎?, Watashi no daihonmei ◎) - 114. (零れる想い?, Koboreru omoi) - 115. (告白のルール?, Kokuhaku no rūru) - 116. (名探偵・粕壁隼?, Mei tantei Kasukabe hayabusa) - 117. (夢か現か幻か?, Yume ka utsutsu ka maboroshi ka) |                                                                             |
| 13 | 15 dicembre 2023 | ISBN 978-4-06-533905-3                                                      |
| 13 | Capitoli - 118. (クビ・ツン・デレ?, Kubi tsun dere) - 119. (デートの目的?, Dēto no mokuteki) - 120. (シン・母と娘?, Shin hahatoko) - 121. (幸子のしあわせ?, Kōji no shiawase) - 122. (ワガママと綺麗事?, Wagamama to kireigoto) - 123. (５人の誓い?, 5-ri no chikai) - 124. (天才空手家?, Tensai karateka) - 125. (CONTINUE??) - 126. (夏が来る?, Natsugakuru) - 127. (ザ・ファーストテイク?, Za Fāsuto Teiku) |                                                                             |
| 14 | 16 febbraio 2024 | ISBN 978-4-06-534566-5                                                      |
| 14 | Capitoli - 128. (16ビートの流儀?, 16 Bīto no ryūgi) - 129. (カメラをとめるな?, Kamera o tomeru na) - 130. (霹靂、一閃?, Hekireki, issen) - 131. (フェス前夜！?, Fesu zen'ya!) - 132. (秘密の約束?, Himitsu no yakusoku) - 133. (オープニングアクト?, Ōpuningu Akuto) - 134. (My Standard?) - 135. (許嫁?, Iinazuke) - 136. (女王の料理番?, Joō no ryōri-ban) - 137. (訛り?, Namari) |                                                                             |
| 15 | 16 maggio 2024 | ISBN 978-4-06-535509-1                                                      |
| 15 | Capitoli - 138. (嫉妬と自惚れ?, Shitto to unubore) - 139. (許嫁vs.幼なじみ?, Iinazuke vs. Osananajimi) - 140. (大抵の男は…?, Taitei no otoko wa…) - 141. (ばぁちゃんの味?, Bāchan no aji) - 142. (本日の釣果?, Honjitsu no chōka) - 143. (夏に降る雪?, Natsu ni furu yuki) - 144. (侍女の事情?, Jijo no jijō) - 145. (O・MO・TE・NA・SHI?) - 146. (重なる影?, Kasanaru kage) - 147. (オリビアの王子様?, Oribia no ōji-sama)                                                                                                   |                                                                             |
| 16 | 17 luglio 2024 | ISBN 978-4-06-536166-5 (ed. regolare) ISBN 978-4-06-536132-0 (ed. limitata) |
| 16 | Capitoli - 148. (見知らぬ、店長?, Mishiranu, tenchō) - 149. (これってデート？?, Kore tte Dēto?) - 150. (私だって…?, Watashi datte…) - 151. (正義の味方?, Seigi no mikata) - 152. (恵里vs.秋水?, Eri vs. Ami) - 153. (寂しがり屋だから?, Samishigariya dakara) - 154. (プロポーズ大作戦?, Puropōzu dai sakusen) - 155. (秋水vs.恵里?, Ami vs. Eri) - 156. (決着?, Ketchaku) - 157. (プロポーズ?, Puropōzu) |                                                                             |
| 17 | 17 ottobre 2024 | ISBN 978-4-06-537127-5                                                      |
| 17 | Capitoli - 158. (誓いの言葉?, Chikai no kotoba) - 159. (幸子と大洋?, Sachiko to Masahiro) - 160. (三浦新生活?, Miura shin seikatsu) - 161. (「同棲」から…?, Dōsei kara…) - 162. (６つ子の影?, Muttsugo no kage) - 163. (隼と大洋?, Hayato to Masahiro) - 164. (本心、教えてよ?, Honshin, oshieteyo) - 165. (第２回ファミリア裁判?, Dai ni kai Famiria saiban) - 166. (ツンとデレをいい感じに?, Tsun to dere o ī kanji ni) - 167. (姉妹のちがい?, Shimai no chigai)                                                            |                                                                             |
| 18 | 17 gennaio 2025 | ISBN 978-4-06-538073-4                                                      |
| 18 | Capitoli - 168. (ネムクナ～ル?, Nemukuna~ru) - 169. (アシスタント?, Ashisutanto) - 170. (誰も通ってはならぬ?, Dare mo tōtte wa naranu) - 171. (笑わない男?, Warawanai otoko) - 172. (オバタミチエ?, Obata michie) - 173. (代わりになれる？?, Kawari ni nareru?) - 174. (長風呂?, Naga furo) - 175. (七光り?, Nana hikari) - 176. (風邪をひいた日?, Kaze o hīta bi) - 177. (無名の女優?, Mumei no joyū) |                                                                             |
| 19 | 16 aprile 2025 | ISBN 978-4-06-539094-8                                                      |
| 19 | Capitoli - 178. (それでいいの…？?, Sore de ino...?) - 179. (演技指導と飲酒量?, Engi shidō to inshuryō) - 180. (酔った勢いで･･･?, Yottaikioi de...) - 181. (浜辺の肖像?, Hamabe no Pōtoreito) - 182. (Happy Ending?) - 183. (100円ショップの幸せ?, 100-en Shoppu no shiawase) - 184. (粕壁家の一族?, Kasukabe-ke no ichizoku) - 185. (君を逃がさない?, Kimi o nigasanai) - 186. (16時からは家族風呂?, Ju-roku ji kara wa kazoku buro) - 187. (大人のゲーム?, Otona no Gēmu)                                                    |                                                                             |
| 20 | 16 luglio 2025 | ISBN 978-4-06-540004-3                                                      |
| 20 | Capitoli - 188. (だから私も…?, Dakara watashi mo…) - 189. (ハイって言いなさい!!?, Hai tte ii nasai!!) - 190. (急降下、真冬の恋?, Kyūkōka, mafuyu no koi) - 191. (個人事業主?, Kojin jigyō nushi) - 192. (Re:名探偵・粕壁隼?, Re: Mei tantei Kasukabe Hayabusa) - 193. (隼の告白?, Hayabusa no kokuhaku) - 194. (おしり探偵?, Oshiri tantei) - 195. (残る桜と散る桜?, Nokoru sakura to chirusakura) - 196. (導かれし者たち?, Michibikareshi monotachi) - 197. (アイツらの言葉?, Aitsura no kotoba)                             |                                                                             |
| 21 | 17 ottobre 2025 | ISBN 978-4-06-541103-2                                                      |

#### Capitoli non ancora in formatotankōbon
Questa lista è suscettibile di variazioni e potrebbe essere incompleta o non aggiornata.

- 198.  (季節を越えて?, Kisetsu o koete)
- 199.  (碧眼の虚像 （バックラッシュ）?, Hekigan no kyozō (Bakkurasshu))
- 200.  (女優とスキャンダル?, Joyū to Sukyandaru)
- 201.  (無限ループ?, Mugen Rūpu)
- 202.  (悪鬼滅殺?, Akki messatsu)
- 203.  (思い出と約束?, Omoide to yakusoku)
- 204.  (インサイダー取引?, Insaidā torihiki)
- 205.  (もう忘れたの？?, Mō wasureta no?)
- 206.  (黒い塊?, Kuroi katamari)
- 207.  (揺れる想い?, Yureru omoi)

### Anime

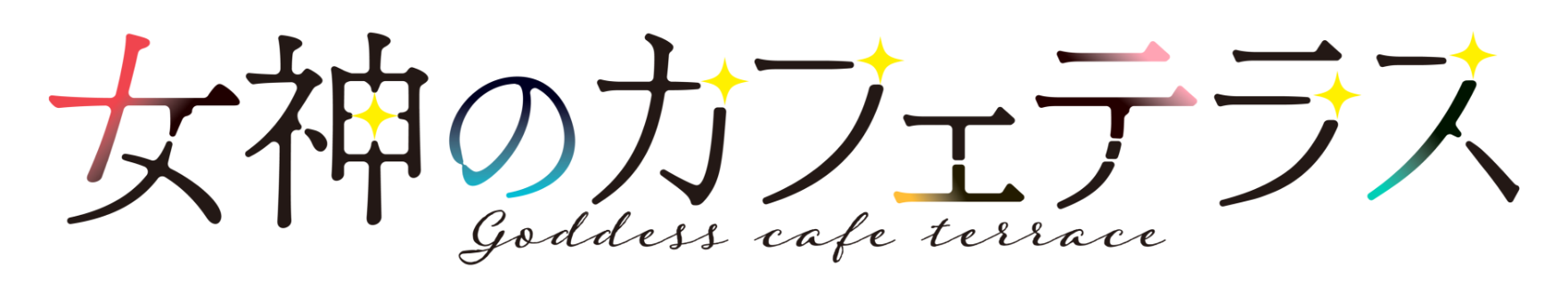
Logo della serie

L'8 settembre 2022 Koji Seo ha annunciato tramite il suo profilo Twitter la realizzazione di un adattamento anime. La serie è prodotta da Tezuka Productions e diretta da Satoshi Kuwabara, con la sceneggiatura scritta da Keiichiro Ōchi, il character design curato da Masatsune Noguchi e la musica composta da Shu Kanematsu e Miki Sakurai. È stato trasmesso in Giappone dal 7 aprile al 23 giugno 2023 nel blocco di programmazione Super Animeism su MBS e TBS. Le sigle sono rispettivamente Unmei kyōdōtai! (運命共同体！?) di Neriame (apertura) e Dramatic (ドラマチック?, Doramachikku) di Miki Satō (chiusura). I diritti per la distribuzione al di fuori dell'Asia sono stati acquistati da Crunchyroll che ha pubblicato la serie in simulcast in versione sottotitolata in vari Paesi del mondo, tra cui l'Italia.
Una seconda stagione è stata annunciata dopo la conclusione della prima ed è stata trasmessa dal 4 luglio al 19 settembre 2024 nel contenitore Super Animeism Turbo. Le sigle sono rispettivamente Charge! di Hikari Kodama (apertura) e Nacchatta! (なっちゃった!?) della VTuber Aglio, Olio e Peperoncino (Pepechi).

#### Episodi

##### Prima stagione
| Nº serie | Nº | Titolo italiano Giapponese 「Kanji」 - Rōmaji | In onda        | In onda |
| Nº serie | Nº | Titolo italiano Giapponese 「Kanji」 - Rōmaji | Giapponese     |         |
| 1        | 1  | Familia 「ファミリア」 - Famiria | 7 aprile 2023  |         |
| 1        | 1  | Dopo la morte di sua nonna Sachiko, il diciannovenne Hayato eredita il Cafè Familia, che intende trasformare in un parcheggio. Mentre visita la casa in cui Sachiko lo ha cresciuto si imbatte in cinque ragazze che vivono lì, Oka, Ami, Riho, Shiragiku e Akane, che sono le cameriere del Familia e le nipoti non ufficiali di Sachiko. Non curante del suo passato litigio con la nonna, Hayato intende sfrattarle, così le ragazze pensano di manipolare Hayato seducendolo per poi ricattarlo. Hayato respinge sia Oka che Ami, quindi Shiragiku viene fatta ubriacare, facendo emergere la sua libidine repressa e il feticismo per l'odore del corpo maschile. La ragazza si avventa su Hayato, ma Ami, in qualità di guardia del corpo, "salva" Shiraguki e picchia Hayato. I costruttori arrivano per discutere i lavori di demolizione, ma quando l'insegna del Familia viene danneggiata, Hayato si pente di aver litigato con Sachiko e recupera l'insegna. Oka, intuendo i suoi sentimenti, prepara ad Hayato un pilaf con la ricetta di Sachiko, portando finalmente il ragazzo a piangere per la morte della nonna. Consultando i registri di Sachiko, Hayato apprende che il Familia è in bancarotta perché la nonna pagava le dipendenti nonostante il locale fosse troppo piccolo per sostenere tutte e cinque. Hayato decide così di riaprire il Familia, ma avverte le ragazze che se il locale non diventerà redditizio entro un anno, lo farà demolire. |                |         |
| 2        | 2  | La promessa fatta alla nonna 「おばあちゃんとの約束」 - Obā-chan to no yakusoku | 14 aprile 2023 |         |
| 2        | 2  | Hayato costringe le ragazze a dividersi le faccende domestiche, dopodiché quest'ultime si accorgono che il ragazzo ha visto la loro biancheria intima facendo il bucato e lo mandano a pulire il locale per punizione. In seguito, Shiragiku insiste che Hayato mangi con loro durante i pasti come se fossero una famiglia. Quando Hayato e Oka si vedono nudi in bagno perché non c'era fuori un cartello con scritto che era occupato, Ami lo picchia anche se era Oka ad essere entrata senza aver bussato. Hayato si esercita a fare il caffè, ma le ragazze concordano che è terribile. Più tardi, Akane gliene prepara uno eccellente e Hayato, nonostante sia infastidito da lei, le chiede di dargli una mano, così lei gli mostra come preparare il caffè al meglio. Successivamente, Hayato viene nuovamente picchiato da Ami, questa volta per averla vista nuda in bagno, nonostante avesse messo fuori un cartello. Hayato accompagna Riho in alcune visite di cortesia per pubblicizzare la riapertura del Familia, ma Riho lo rimprovera di essere lunatico e di scoraggiare le persone. Rendendosi conto che ha ragione, Hayato promette di migliorarsi. Riho lo ricompensa mostrando le sue mutandine, facendolo cadere involontariamente giù dalle scale. Alla fine, Riho legge su un foglietto che secondo l'Oracolo della Fortuna troverà l'amore con un collega.                                                                                         |                |         |
| 3        | 3  | Si apre! 「開店！」 - Kaiten! | 21 aprile 2023 |         |
| 3        | 3  | Dato che Hayato e Oka litigano spesso, Riho consiglia ad Hayato di trovare una soluzione e Akane propone di farle dei complimenti, quindi lui la elogia, ma Oka la prende con sarcasmo. In seguito Hayato vede Oka con indosso l'uniforme da cameriera e le fa i complimenti, facendo sorridere Oka che ha realizzato le uniformi, ma Shiragiku, di nuovo ubriaca per sbaglio, rovina il momento molestando Hayato. Hayato paga alle ragazze un po' di salario, rivelando di avere dei soldi nel mercato azionario. Ami cerca di distrarre Hayato dal fatto che gli ha rotto il telefono e il PC portatile, ma non ci riesce. Così il ragazzo non può vendere le sue azioni di una società appena fallita, azzerando i suoi risparmi, quindi punisce Ami. Ormai totalmente dipendente dagli incassi del Familia, Hayato annuncia che le ragazze dovranno fare i turni a rotazione, in modo che solo due lavorino alla volta. Il Familia riapre con molti clienti soddisfatti, fino all'arrivo di Fuwa, lo strozzino che ha sempre tormentato Sachiko per i soldi che gli doveva. Hayato mantiene la calma, impedendo alle ragazze di colpire Fuwa quando questi insulta Sachiko. Quando Fuwa espone le mutandine di Shiragiku, Hayato lo ricatta e lo butta fuori mentre i clienti promettono di fargli da testimoni nel caso Fuwa dovesse ritornare, quindi lo strozzino giura vendetta per l'affronto subito.                                                                |                |         |
| 4        | 4  | La festa dei ciliegi in fiore! 「桜まつり！」 - Sakuramatsuri! | 28 aprile 2023 |         |
| 4        | 4  | Per riprendersi dalla diminuzione dei clienti del Familia, Hayato decide di aprire una bancarella alla festa dei ciliegi in fiore. Shiragiku propone dei biscotti al liquore di ciliegia, ma si ubriaca e molesta Hayato, che viene poi punito da Ami. Akane dà ad Hayato una ricetta per i biscotti creata da lei e Sachiko. Dopo aver aperto la bancarella, Oka viene importunata dal nipote di Fuwa e dai suoi scagnozzi. Gli altri proprietari delle bancarelle li allontanano, ma la bancarella del Familia viene vandalizzata durante la notte. Hayato ricorda che Sachiko aveva un vecchio carretto per il trasporto del cibo, che viene presto trasformato in un mezzo ambulante, che ha successo grazie al lavoro di Riho sui social media. Sulla strada di casa incontrano i teppisti di prima, che vogliono istigarli alla lite, quindi il nipote di Fuwa tira un pugno a Hayato, che lo riceve di proposito, in quanto crede che la reputazione di Fuwa lo protegga dalla polizia. Per legittima difesa, Ami sconfigge il trio, quindi Hayato li minaccia sostenendo che Oka è la leader di una banda di delinquenti, così i teppisti fuggono spaventati. Hayato inoltre ha registrato la conversazione sui legami di Fuwa con i poliziotti corrotti per evitare ulteriori ritorsioni e Oka si stupisce che il ragazzo abbia deciso di farsi picchiare per proteggere il carretto di Sachiko.                                                                      |                |         |
| 5        | 5  | Giorno di chiusura 「定休日」 - Teikyūbi | 5 maggio 2023  |         |
| 5        | 5  | Hayato nota che tra l'università e il lavoro al Familia, Riho sta lavorando troppo, quindi la ragazza spiega di essere grata per come Sachiko l'abbia aiutata e vuole che il Familia abbia successo. Le torna in mente la madre che le diceva che chi non lavora sodo non vale niente, ma Hayato le dice che dovrebbe fare di più per se stessa, ricordandole Sachiko e facendole pensare che Hayato potrebbe essere davvero affidabile. Hayato scopre che Akane suona in una band nei giorni liberi, ma non permette alle ragazze di assistere ai suoi concerti. Per caso Hayato si imbatte in un suo concerto e scopre che, nonostante la sua solita indifferenza, è una cantante appassionata e di talento. Akane si vergogna di essere stata vista cantare e Hayato promette di mantenere il suo talento segreto, ma si sorprende che Akane non voglia provare a diventare una cantante professionista. In seguito, Akane si imbarazza ulteriormente quando scopre che Hayato ha comprato uno dei suoi CD. La settimana successiva le ragazze discutono della convivenza con un uomo, ma concludono che Hayato non cercherà di sedurle e si chiedono cosa intenda fare una volta terminato l'anno. Akane dichiara che non le dispiacerebbe sposare Hayato, sorprendendo le ragazze, ma poi afferma che stava scherzando. |                |         |
| 6        | 6  | Due mesi! 「2か月！」 - Nikagetsu! | 12 maggio 2023 |         |
| 6        | 6  | Hayato, Shiragiku e Riho discutono se rinnovare la ricetta dei sandwich di Sachiko, quindi le ragazze ne preparano uno a testa con la vecchia e la nuova ricetta per farlo assaggiare ad Hayato che deve decidere quale sia il migliore. Tuttavia questi finge di essere sazio e non assaggia nessuno dei due, evitando di creare dissapori tra loro. Ami inizia a comportarsi in modo impeccabile, finendo per far preoccupare gli altri. Akane sospetta che ciò sia dovuto al fatto che Ami ha perso un incontro di karate, e la ragazza conferma che il suo allenatore le ha detto che non può superare certi limiti. Hayato la consola dicendo che ha solo bisogno di imparare nuove mosse, quindi Ami si riprende ma rompe il nuovo portatile di Hayato, seguita da Oka che danneggia il suo telefono. Ami offre di farsi palpare il seno, e Hayato decide di punirla strizzandoglielo furiosamente, portando Ami a non fare di nuovo tale proposta. Vedendo che le ragazze si comportano in modo strano, Hayato pensa che nonostante tutto sono solo dipendenti e non la sua famiglia, ma scopre che hanno organizzato una festa per celebrare l'anniversario di due mesi del Familia. Alla fine, Akane riceve una sconvolgente telefonata da sua madre. |                |         |
| 7        | 7  | Un anno della mia vita 「アタシの1年」 - Atashi no ichi-nen | 19 maggio 2023 |         |
| 7        | 7  | Hayato deduce dal comportamento di Akane che ha intenzione di licenziarsi e di trasferirsi a causa di sua madre, quindi le chiede un appuntamento. Mentre le altre ragazze scoprono ciò, Akane si rende conto che è solo un pretesto di Hayato per chiederle di condividere con lui il suo problema. Rivela che la sua famiglia possiede una società e in qualità di unica erede, sua madre le ha scelto un fidanzato e insiste affinché abbia dei figli. Hayato intuisce dal pessimo caffè che ha preparato Akane che non vuole andarsene, quindi lei gli chiede di aiutarla. Durante l'incontro con la madre di Akane, la figlia non riesce a dire ciò che pensa, quindi Hayato le dice di non cercare scuse, e Akane trova il coraggio di confrontarsi con la madre, che le concede di fare come meglio crede. Prima di andarsene, la madre dice ad Akane che se vuole sposare Hayato dovrà prima vedersela con le altre ragazze, ma lei nega la cosa imbarazzata. In privato, Akane ringrazia Hayato per il suo aiuto abbracciandolo e promettendogli di preparargli il caffè per il resto della sua vita, quindi il ragazzo se ne va imbarazzato. |                |         |
| 8        | 8  | Il locale in riva al mare 「海の家！」 - Umi no ie! | 26 maggio 2023 |         |
| 8        | 8  | Dopo aver pagato i loro stipendi, Hayato rivela di voler aprire un locale sulla spiaggia, che porterà le ragazze a rinunciare alle loro vacanze estive per lavorare e recuperare il costo di 4 mesi di profitti per la sua costruzione. Akane si riunisce alle sue compagne della band musicale per ricominciare a cantare. Le ragazze accettano di lavorare durante l'estate e discutono se indossare le uniformi da spiaggia o il costume da bagno, ma alla fine Hayato opta per pantaloncini e canottiera. Akane cambia il nome della sua band come suggerito da Hayato, facendo temere alle altre di essere diventata una seria rivale per l'affetto del ragazzo. Shiragiku crea un parfait all'anguria come piatto forte del locale, seguito da un servizio fotografico che diventa mirale a causa di Ami che indossa un bizzarro travestimento. Il giorno dell'inaugurazione, Riho vede Akane parlare con Hayato invece di lavorare e si arrabbia con loro prima di svenire per il troppo lavoro e un colpo di calore. Hayato la rimprovera per averlo fatto nuovamente preoccupare, il che la fa sentire meno gelosa, anche se fa i capricci quando lui si rifiuta di scusarsi con Akane al posto suo. |                |         |
| 9        | 9  | Riho e il suo passato 「流星と、その過去」 - Riho to, sono kako | 2 giugno 2023  |         |
| 9        | 9  | Riho torna a lavoro e Akane insegna ad Oka a preparare il caffè, ma con scarsi risultati. Hayato scopre da Shiragiku che avrebbe una carriera garantita come cuoca dopo l'università e le chiede perché voglia lavorare in una caffetteria, ma lei risponde in modo vago. Il nipote di Fuwa e i suoi amici entrano nel locale e infastidiscono Riho, così Hayato manda Ami a spaventarli. Durante un giorno libero, Akane dice ad Hayato che la sua prossima canzone è una ballad, ma poi il ragazzo cade in mare a seguito di uno scherzo di Ami. Akane insegna ad Ami a preparare il caffè, ottenendo risultati migliori di quelli di Oka. Al lavoro, Hayato costringe Riho a riposarsi per evitare che svenga nuovamente, quindi arriva un giornalista che rivela che la ragazza è stata un'attrice bambina, sconvolgendola. Si apprende che la madre di Riho la sfruttava, portando suo padre a divorziare da lei a causa delle preoccupazioni per la salute della figlia, che non si è mai ripresa dallo shock. Hayato le assicura che il successo del locale non ha importanza se si trascura, quindi lei accetta di avere maggiore cura di sé e piange tra le sue braccia. Le ragazze rivelano che erano già a conoscenza del suo passato, ma non lo ritenevano importante perché la apprezzano per ciò che è adesso. |                |         |
| 10       | 10 | Ōka e Kikka 「桜花と橘花」 - Ōka to Kikka | 9 giugno 2023  |         |
| 10       | 10 | Kikka, la sorella gemella di Oka, la incontra al Familia e si arrabbia con lei perché ha solo un lavoro part-time e una bizzarra sistemazione abitativa. Dopo aver insultato le ragazze, Hayato e il Familia come inadatte alla Makuzawa, la loro famiglia, Oka le dà una sberla e Kikka se ne va furiosa. Oka spiega che la sua famiglia si è laureata alla Tokyo University per generazioni, ma lei non ha retto alla pressione dei genitori e se n'è andata per studiare moda. Kikka osserva i membri del Familia senza farsi notare, mentre Oka ricorda che Kikka ha accettato di frequentare l'università perché i genitori le permettessero di studiare moda. Hayato fa notare ad Oka che Kikka è preoccupata per lei e le concede il giorno libero per parlarle, quindi le due si chiariscono e si riconciliano. Più tardi, Oka ringrazia Hayato per il suo aiuto e gli chiede come abbia fatto a riconoscere che Kikka non era lei, dato che anche i loro genitori continuano a confonderle. Hayato spiega che Kikka è mancina e che si è comportata in modo freddo con Ami, cosa che Oka non farebbe mai. |                |         |
| 11       | 11 | Scintilla d'amore 「恋の火花」 - Koi no hibana | 16 giugno 2023 |         |
| 11       | 11 | Akane e Hayato discutono del futuro sentimentale del ragazzo, il quale afferma che non ci penserà finché non avrà deciso le sorti del Familia. Dato che la vasca da bagno si è rotta, il gruppo si reca in un bagno pubblico, in attesa che Hayato riesce a far installare una nuova vasca. Nel bagno pubblico, Akane informa Riho di essersi confessata con Hayato in spiaggia, quindi se anche lei ama Hayato deve farglielo sapere al più presto. Riho allora si confessa ad Hayato, ma poi afferma che stava scherzando, quindi Hayato ribadisce che non penserà a una storia d'amore finché non sarà deciso il futuro del locale. Il giorno dopo, Riho si arrabbia con Akane perché filtra apertamente con Hayato, e la loro rivalità viene notata dai clienti che iniziano a spargere la voce. Ami riesce però a calmarle e Akane ammette di aver provocato Riho per fare in modo che fosse sincera con i suoi sentimenti, che tende a reprimere. Riho allora si scusa per aver perso la calma, quindi le due accettano di essere rivali. Hayato però fugge via confuso, temendo di aver fatto qualcosa di sbagliato, e le due ragazze giurano che in futuro confesseranno ciò che provano per lui. Alla sera, Hayato vede Shiragiku nella stanza di Sachiko. |                |         |
| 12       | 12 | Due incontri 「二つの出会い」 - Futatsu no deai | 23 giugno 2023 |         |
| 12       | 12 | Hayato decide di creare qualcosa di nuovo per il menu, e Akane e Riho notano che non si fida di entrambe, visto il loro recente comportamento come rivali. In cucina, Hayato e Shiragiku parlano del futuro del Familia, ma la ragazza è nuovamente ubriaca e finisce per svenire. Dopo che si è ripresa, Hayato e Shiragiku vanno a fare compere per il locale e il ragazzo le chiede cosa stesse cercando nella stanza di Sachiko a tarda notte. Shiragiku racconta che Sachiko era una chef a tre stelle in Spagna che ha fatto da mentore a suo padre, e un giorno la stessa Shiragiku da bambina incontrò Hayato. Sachiko ha poi fatto in modo che Hayato non scoprisse che avesse lasciato l'attività per crescerlo e il ragazzo si rimprovera per aver rovinato il sogno della nonna, ma Shiragiku lo rassicura che Sachiko non si è mai pentita di aver scelto di crescerlo. Così Hayato e le ragazze decidono di lavorare sodo per non far fallire il Familia. Un flashforward mostra Hayato adulto, che lavora ancora al locale, e che ha una figlia adolescente, anche se rimane ignoto quale delle cinque ragazze abbia sposato. Mentre Hayato e le ragazze stanno facendo un picnic, Shiragiku ubriaca dice a tutti di amare Hayato, con gran sconcerto di tutti, soprattutto di Akane e Riho che hanno un'altra rivale in amore. |                |         |

## Accoglienza
Ad aprile 2023, la serie aveva 1 milione di copie in circolazione.
Anime News Network ha pubblicato recensioni sul primo episodio dell'anime, coinvolgendo tre redattori. James Beckett ha commentato che, sebbene non ci fosse nulla di "attivamente terribile", l'apertura della serie risultava "banale e poco impegnativa", mancando di un'animazione vivace per renderla una "commedia pura e spudorata". Ha suggerito di cercare "commedie più divertenti e storie d'amore più dolci" nella stagione primaverile 2023. Nicholas Dupree ha elogiato il primo tempo per il fanservice presentato con "efficienza professionale", ma ha criticato il secondo tempo per la storia familiare "estremamente banale" di Hayato, notando che il cast non era "ben assortito" e "troppo antipatico" per offrire il giusto mix di dramma e commedia. Ha concluso affermando che, poiché non c'erano molte altre opzioni ecchi in quella stagione, se questo fosse il genere preferito, si potrebbe anche considerare di "leggere Playboy per gli articoli". Richard Eisenbeis ha apprezzato il primo episodio come una "buona vecchia commedia romantica harem con fanservice", identificando Akane come il personaggio femminile più interessante. Ha espresso la volontà di dare un'altra possibilità alla serie, affermando che, sebbene fosse chiaramente un anime fanservice, c'era la possibilità che potesse offrire di più.
Eisenbeis ha successivamente recensito l'intera prima stagione nel 2024, assegnandole un voto complessivo di C+. Ha criticato la prima metà per essere "dolorosamente cliché" con una trama stanca e caricature monocorde, mentre ha elogiato la seconda metà per lo sviluppo del personaggio di Hayato, descritto come un "stronzo arrogante" che aiuta a rendere le ragazze più complesse. Ha concluso dicendo che, sebbene i primi episodi fossero noiosi e poco ispirati, la parte finale era abbastanza buona da fargli desiderare una seconda stagione.
Due redattori hanno recensito il primo episodio della seconda stagione. Eisenbeis ha espresso apprezzamento per la conversazione tra le ragazze riguardo al loro desiderio di conquistare Hayato e per la "solida svolta comica" nella relazione tra Oka e Hayato. Kennedy ha trovato la serie promettente, mantenendo l'umorismo della prima stagione e piantando i semi per la trama del caffè rivale. Ha concluso dicendo che guardare lo show come una commedia artistica strana e ironica è incredibilmente divertente; se l'episodio è indicativo della stagione, sarà assolutamente delizioso. Kennedy ha assegnato all'intera seconda stagione un voto complessivo di A, notando che, sebbene alcuni spettatori possano trovare i cliché "aggressivamente sdolcinati" noiosi e scontati, ha elogiato la maturità consapevole di Hayato e le distinte narrazioni personali delle ragazze nel corso degli episodi.